# I giusti
I giusti (in francese: Les Justes) è un'opera teatrale scritta da Albert Camus nel 1949.
Il testo rappresenta l'ultima opera teatrale dello scrittore francese.

## Trama
A Mosca nel 1905, un gruppo di socialisti rivoluzionari progetta di assassinare il Granduca Serge, che governa la città come un despota, per combattere la tirannia esercitata su di loro. Kaliayev, un giovane terrorista, lancerà la bomba. Dora resterà indietro, ma è stata lei a fabbricare le bombe usate nell'attacco. Dora e Kaliayev sono amanti. Kaliayev viene imprigionato, la Granduchessa Élisabeth gli offre la grazia, lui rifiuta e viene impiccato. Dora, alla fine, si prepara a compiere il prossimo attacco e può così unirsi a Kaliayev.

## Rappresentazioni
Lo spettacolo fu presentato il 15 dicembre 1949 al teatro Hébertot di Parigi, ma lo scrittore partecipò a malapena alla messa in scena, che era di Paul Oettly.
Nel 1956, la Comédie de l'Est ha messo in scena lo spettacolo sotto la guida di Daniel Leveugle per un totale di cinquantacinque spettacoli, dal 30 gennaio al 21 aprile, con gli attori Dominique Bernard, Serge Bossac, Jean-Pierre Brodier, François Dalou, Wanda Kerien, Alain Mac Moy, Michèle Manet, Jean Thouvenin e Gilbert Vilhon.
Il 25 e 26 gennaio 2017, lo spettacolo viene riproposto dalla compagnia Le Théâtre du Charbon al Teatro Gérard Philipe di Orléans. Lo spettacolo ha visto come direttore Thierry Falvisaner; gli interpreti principali sono stati Arnaud Aldigé, Thomas Cerisola, Stephan Kalb, Alexandre Le Nours, Johanna Nizard e Arnaud Apprédéris.
Nel 2019, l'artista Abd Al Malik ha firmato un adattamento in forma di "tragedia musicale" al Théâtre du Châtelet, con una composizione musicale di Bilal & Wallen e il coordinamento artistico di Fabien Coste. Conserva il testo originale, ma aggiunge un prologo, un epilogo e la musica di un coro di dieci dilettanti.